# Jorge Ubico
Jorge Ubico y Castañeda (Città del Guatemala, 10 novembre 1878 – New Orleans, 14 giugno 1946) è stato un politico e generale guatemalteco.
Ministro della difesa dal 1922 al 1926, divenne nel 1931 presidente del Guatemala. Durante il suo governo dittatoriale il Guatemala sprofondò in una crisi economica e divenne dipendente dagli USA; inoltre Ubico divenne inviso per la sua predilezione nei confronti di Roderico Anzueto, capo della polizia noto per la sua simpatia per il nazismo.
Nel 1944, dopo una serie di scioperi e rivolte, decise di dimettersi ed esulare.